# 范·達因
范·達因（S. S. Van Dine），原名威拉得·亨廷頓·萊特（Willard Huntington Wright，1888年10月15日—1939年4月11日），是美國身兼作家與評論家。1920年代，他開始動筆創造了紅極一時的推理小說名偵探—菲洛·凡斯（Philo Vance），並將系列作品推進大銀幕與廣播節目。

## 生平
范·達因是個旅館經營者之子，他的雙親是阿奇博爾德·戴文波特·萊特（Archibald Davenport Wright）與安妮·范·維奇·萊特（Annie Van Vranken Wright）。他出生於1888年10月15日的維吉尼亞州的查倫斯維爾。曾就讀聖文森大學、波莫納大學與哈佛大學。為了學習藝術，他也曾在慕尼黑與巴黎見習並為洛杉磯時報撰寫藝文評論。

### 早期寫作
范·達因早期（1910-1919）在職業上的寫作內容有兩種。第一種是撰寫自然論的相關文章，其小說作品《應許之人》（The Man of Promise）以及其他短篇故事都屬這一種類的作品，而其編輯的雜誌《The Smart Set》裡也刊登相似類型的小說。另一種是在1917年，他出版的《Misinforming a Nation》，內容尖銳的抨擊《大英百科全書》第十一版的內容不精確和其中的英國偏見。

### 婚姻
他一生結過兩次婚：在1907年，范·達因與凱瑟琳·貝爾·波頓（Katharine Belle Boynton）在美國華盛頓州的西雅圖結為連理。1930年，其再婚對象是肖像畫家埃莉諾·羅勒保（Eleanor Rulapaugh）。

### 第一部推理小說
在1912到1914年間，他編輯紐約的文學雜誌—《智者》（The Smart Set）。在1915年，他出版《尼采教了什麼？》（What Nietzsche Taught），在該書裡他詳細描寫了尼采的資訊，並對尼采所有的書籍進行評論。范·達因持續撰寫評論與擔任新聞工作者，直到1923年，性格乖張的范·達因居然動用公款，去贊助與公司對敵的雜誌刊物，最後終於被開除。之後，據稱他生了一場大病；但是，在約翰·朗利（John Loughery）的傳記—《所謂的范·達因》（Alias S.S. Van Dine）裡則認為范·達因其實是染上藥癮。至少兩年的時間裡，范·達因被他的醫生要求在床上休養（據稱為心臟病，但實際上也可能是因為他染上古柯鹼）。為了消磨挫折感與漫長的時間，他閱讀、收集並研究了超過兩千部的偵探推理小說，並於1926年出版了他的第一部推理小說《班森謀殺案》。在范·達因的推理小說著作裡，前六部作品較受歡迎，其中《主教謀殺案》與《格林家謀殺案》得到相當高的評價。而後面的六部作品則銷售慘淡。之後，影響美國推理小說的作家則換成艾勒里·昆恩接手。

### 筆名
范·達因的筆名S. S. Van Dine裡，縮寫 S. S.指的是"steamship"（輪船），而Van Dine則被范·達因"自稱"是來自一個古老的姓氏，不過約翰·朗利的傳記裡卻找不到這個古老姓氏存在過的證據。范·達因撰寫了超過11部（還有一部於他死後出版）的懸疑故事，前幾本故事描寫的是愛好美術的業餘偵探菲洛·凡斯，這些作品大受好評，讓范·達因嚐到富裕的滋味。

### 後期寫作
他後期的作品並不如以往受到支持，因為他的風格已不再是大眾喜愛的模式。於是，范·達因搬進豪華公寓過著他筆下偵探—凡斯的優雅生活。范·達因於1939年4月11日在紐約去世，隔年，出版了一個不流行的實驗性小說《葛蕾西·艾倫謀殺案》。

### 影響與評價
雖然范·達因確實影響了美國的推理文壇，但是傳記作家約翰·朗利認為范·達因的堀起只是被出版社的公關人員偽造出來的假象。他認為范·達因是個混蛋，喜歡伸手借錢卻不還；此外，他的身體不佳，也是因為自己酗酒嗑藥，更認為他之所以會寫推理小說，也是因為莫可奈何的。結果竟然一炮而紅，名利雙收。然而范·達因，卻未曾想起被他遺棄在加州的妻女，這或許就是萊特氏族譜中永遠看不到范達因的緣故。
曾經為了表彰這位成功的推理小說家，范·達因在《世界偉大偵探故事》（The World's Great Detective Stories, 1928）裡被描述成影響推理小說的重要人物。雖然范·達因之後的表現不如預期，但是他對推理小說的影響力仍然非常顯著。
范·達因也在1930到1931年為華納兄弟寫了一系列的短篇故事，這些故事一共被拍成20部短片影集，每部影集約20分鐘。其中，《骷髏謀殺案》（The Skull Murder Mystery, 1931）更展現了范·達因的創作功力。在該作中更加入了華人角色，這是在那個年代裡較少出現的作品實例。而范·達因的銀幕作品並沒有出版成書，現今也沒有留下的手稿。短片在當代紅極一時，就連好萊塢也曾經製作過。然而，這些影片已經被人們所遺忘，就連影史記錄裡也難以找到。

## 推理小說二十法則
一、必须让读者拥有和侦探平等的机会解谜，所有线索都必须交代清楚。
二、除凶手对侦探所玩弄的必要犯罪技巧之外，不该刻意欺骗或以不正当的诡计愚弄读者。
三、不可在故事中添加爱情成分，以免非理性的情绪干扰纯粹理性的推演。我们要的是将凶手送上正义的法庭，而不是将一对苦恋的情侣送上婚姻的圣坛。
四、侦探本人或警方搜查人员不可摇身变为凶手。如此等于拿一分钱铜板，说它是五元金币一样，这是不实的陈述。
五、控告凶手，必须通过逻辑推理，不可假借意外。巧合或没有合理动机的嫌疑犯自白。以后者的方式破案，无疑是故意驱使读者到一个不可能找到答案之处搜寻，等读者失败回来之后，才告诉他们答案从头到尾在你口袋之中。这样的作者，不会比一个笑匠好到哪儿去。
六、推理小说必须有侦探，侦探不侦查案情就不能称之为侦探。侦探的任务是搜集一切可能的线索，再根据这些线索找出那个故事一开始时就犯下恶行的人。如果侦探不能经由线索的分析推演出最终结论，那就如同偷看算术课书后才解答的小学生一样，不算真正解决了谜题。
七、推理小说中通常会出现尸体，尸体所显露的疑点愈多愈妙。缺乏凶杀的犯罪太单薄，分量太不足了，为一桩如此平凡的犯罪写上三百页也未免太小题大做了。毕竟，读者所耗费的时间精力必须获得回馈。美国人本质上比较富于人性，因此，一桩凶狠的谋杀案会激起他们的报复之念和恐惧心理，他们希望杀人者受到法律制裁。所以，当一个“恶毒” 的谋杀案发生时，再温厚的读者都会怀抱满腔正义热忱地来追捕凶手。
八、破案只能通过合乎自然的方法。就推理小说而言，魔术、求神问卜、读心术、降灵符咒或水晶球等等一概列为禁忌。一个根据理性创作的推理故事，读者才有公平的机会参与斗智，但若和神异的世界竞争，甚至跻身四次元的形而上世界缉凶，读者等于在起跑点就注定输了。
九、侦探只能有一名，也就是说，负责真正推理缉凶的主角，就像古希腊战争剧中的解围之神deus ex machina一样，是独一无二的。为解决一个谜题而搬来三四名侦探，只会分散阅读的乐趣，打乱逻辑推理的脉络，更会不当地剥夺读者和侦探公平斗智的权益。侦探人数超过一名，读者会弄不清谁才是他真正的竞争对手，这就像让一名读者单挑一支接力赛跑队伍一样。
十、凶手必须是小说中多少有点分量的角色才行。也就是说，凶手必须是读者有兴趣，而且多少有所了解的人物。如果小说进行到最后一章，才将罪名加在一个陌生人，或一个无足轻重的角色身上，那等于是作者自认无能，不配和读者斗智。
十一、那些做仆人的，比方说管家、脚夫、侍者、管理员、厨师等等，不可被选为凶手。因为这样的凶手太明显了，太容易被找出来，这样的处理实在无法令人满意，读者也会觉得浪费时间。凶手必须是值得花时间花心力去找的人——通常是最不被怀疑的那个。要是凶手果真是某个卑微的奴仆，那作家实在没必要把这种故事写成书，让世人铭记于心。
十二、就算是连续杀人命案，凶手也只能有一名。当然，凶手可以有共犯或共谋，但务必只让一人挑起全部的罪行责任，读者的所有怒火必须集中于单一的反派角色身上。
十三、推理小说中，最好不要有秘密组织、帮会或黑手党之类的犯罪团体，否则作者等于在写冒险小说或间谍小说。一件完美而悬疑的谋杀案，若被这么一大批人马搅和的话，那可就无可挽回地完蛋大吉了。当然，推理小说中的凶手仍应该有他正当的逃命机会，但如果让整个庞大的秘密组织为他撑腰（如无所不有的藏匿地点或大批人马的保护），那显然又太过头了。相信一个有自尊心的一流凶手，在与侦探对决时，不会让自己披上一身无法穿透的盔甲才上场。
十四、杀人手法和破案手法必须合理且科学。也就是说，推理小说不允许采用伪科学、纯幻想或投机的机关装置。举例来说，谋杀案的死者被才发现的新元素如超镭所杀，这就是不合理的；或者，用极其罕见，甚至是作者凭空想像的毒药害死，这也不行。一个推理小说作家必须限制自己在毒药方面的想象力，所用的毒药不得逾越寻常药典的范畴。如果作者天马行空于想象世界，漫无禁忌地翱翔于不存在的时空，那就逸出推理小说的界限了。
十五、谜题真相必须明晰有条理，可让有锐利洞察之眼的读者看穿，我的意思是，在案情大白之后，读者若重读一遍小说，会清楚地发现，破案的关键始终摆在他眼前，所有的线索也无一不指向同一名凶手。如果他跟侦探一样聪明的话，不必等到最后一章就可以自己破案。当然了，这样的读者的确是存在的。我对于推理小说所持的基本理论是：如果一本推理小说的架构写得够公平合理的话，要读者无法自己发现答案是不可能的。可以预期的是，一定有某部分的读者和作者一样机灵。若是作者有足够的运动精神，将犯罪的计划和线索都在书中诚实地描述出来的话，这些敏锐的读者就可以和书中的侦探一样，经由分析、推理和消除法将嫌疑犯指认出来，而这正是这场游戏的趣味所在。这也可以解释为什么有些不屑看通俗文学的读者，对于看推理小说不会感到脸红的原因。
十六、过长的叙述性文字，微妙的人物分析，过度的气氛营造或是在一些旁枝末节上玩弄文字，都不应该出现在推理小说里。这些在犯罪的记录和推理的过程中完全不重要。我们的主要目的是要陈述问题，并经由分析将问题作出圆满的推论。而这类文字只会阻碍情节的发展，并将不相干的事情加进主题里面。当然，必要的叙述和人物的描写可以使小说更为逼真。当作者将故事描写得非常引人入胜时，可使读者的情绪完全投入在剧情的发展和人物的刻画上，就这一点而言，作者已经将纯文学的技巧和犯罪事件所需具备的真实性相容，并发挥到同等的境界了。写推理小说是一件非常严谨的事情，读者看它并不是为了华丽的词藻和风格，也不是为了绚丽的叙述和情绪的投射，而是为了刺激脑力所做的心智活动——就像是他们去参加球赛或玩拼字游戏一样。若在一个棒球比赛中，在换场时间对球员讲述球场的自然景色是如何的美丽，这如何能激励球员们想要赢球的心呢？若在猜字游戏的词汇里掺杂着语言学的学术论文中所使用的艰涩字眼，这样只会使猜谜者在玩游戏的时候变得焦躁不安。
十七、不可让职业性罪犯负担推理小说中的犯罪责任。至于那些钻空门的小偷恶棍所做的坏事则是警察的责任，不是作家和杰出的业余侦探的事，这类犯法的事属于刑事组的例行工作。真正吸引人的犯罪，应该出自教堂中某个受人尊敬的大人物，或是以慈善闻名的老太太之手才是。
十八、在推理小说里，犯罪事件到最后绝不能变成意外或以自杀收场，这种虎头蛇尾的结局，等于是对读者开了一个不可饶恕的大玩笑。要是有人买了这本书，发现里面的内容全是骗人而要求退钱的话，任何公正的法院都会站在他那边，而将这位欺骗了忠实读者的作家予以严惩。
十九、推理小说里的犯罪动机都是个人的。至于国际阴谋和战略的政治游戏属于另外一种小说，举例来说，像是特务组织之类的故事。谋杀的情节，必须保持一定程度的平易近人，才可以反映读者的日常生活经验，使他们压抑已久的欲望和情绪有所宣泄。
二十、以下列出几项常用的方法（顺便也把我这些规定凑个整数），这些方法都已经被用烂了。一个懂得自重的推理小说家通常都不会再次使用，因为所有的推理小说迷对于这几种方式都再熟悉不过了。谁要是用了它就等于是承认自己的愚昧和缺乏创意。
（A）把案发现场所留下的烟头，和嫌疑犯所抽的香烟品牌做比较，借此找出凶手。
（B）假装受害者的鬼魂显灵，吓得凶手自己招认。
（C）伪造指纹。
（D）用假人来制造不在场证明。
（E）因为狗不吠，表示闯入者是熟人。
（F）一个无辜的人被认定是凶手，结果原来他是凶手的孪生兄弟（或姊妹），或是长相极为酷似的亲戚。
（G）用针筒注射或是在饮料中放入迷药。
（H）警察破门进入一间上锁的房间之后，谋杀才真正开始。
（I）用相关字来测试是否有罪。
（J）使用密码或密语，最后被侦探识破。

## 著作

### 推理小說
- 《班森殺人事件》—— The Benson Murder Case（1926）
- 《金絲雀殺人事件》—— The Canary Murder Case（1927）
- 《格林家殺人事件》（格林家命案）—— The Greene Murder Case（1928）
- 《主教殺人事件》（主教謀殺案）—— The Bishop Murder Case（1929）
- 《聖甲蟲殺人事件》——The Scarab Murder Case（1930）
- 《狗園殺人事件》—— The Kennel Murder Case（1931）
- 《龍殺人事件》—— The Dragon Murder Case（1933）
- 《賭場殺人事件》—— The Casino Murder Case（1934）
- 《綁架殺人事件》—— The Kidnap Murder Case（1936）
- 《花園殺人事件》—— The Garden Murder Case（1937）
- 《葛蕾西·艾倫殺人事件》—— The Gracie Allen Murder Case（1938）
- 《冬季殺人事件》—— The Winter Murder Case（1939）

原作除了第11部作品外，所有的書名都統一以「The+6個字母的英文單字+Murder Case」命名。而早期的中文譯名稍顯混亂。

## 外部連結
- Biography （页面存档备份，存于）
- Contemporary Biography: Biography
- Bio and Work Analysis: Biography
- Bibliography of UK first Editions: Bibliography （页面存档备份，存于）
- What Nietzsche Taught by Willard Huntington Wright
- 推理小說二十法則：博客來網路書店 （页面存档备份，存于）